# Vojtech Tuka

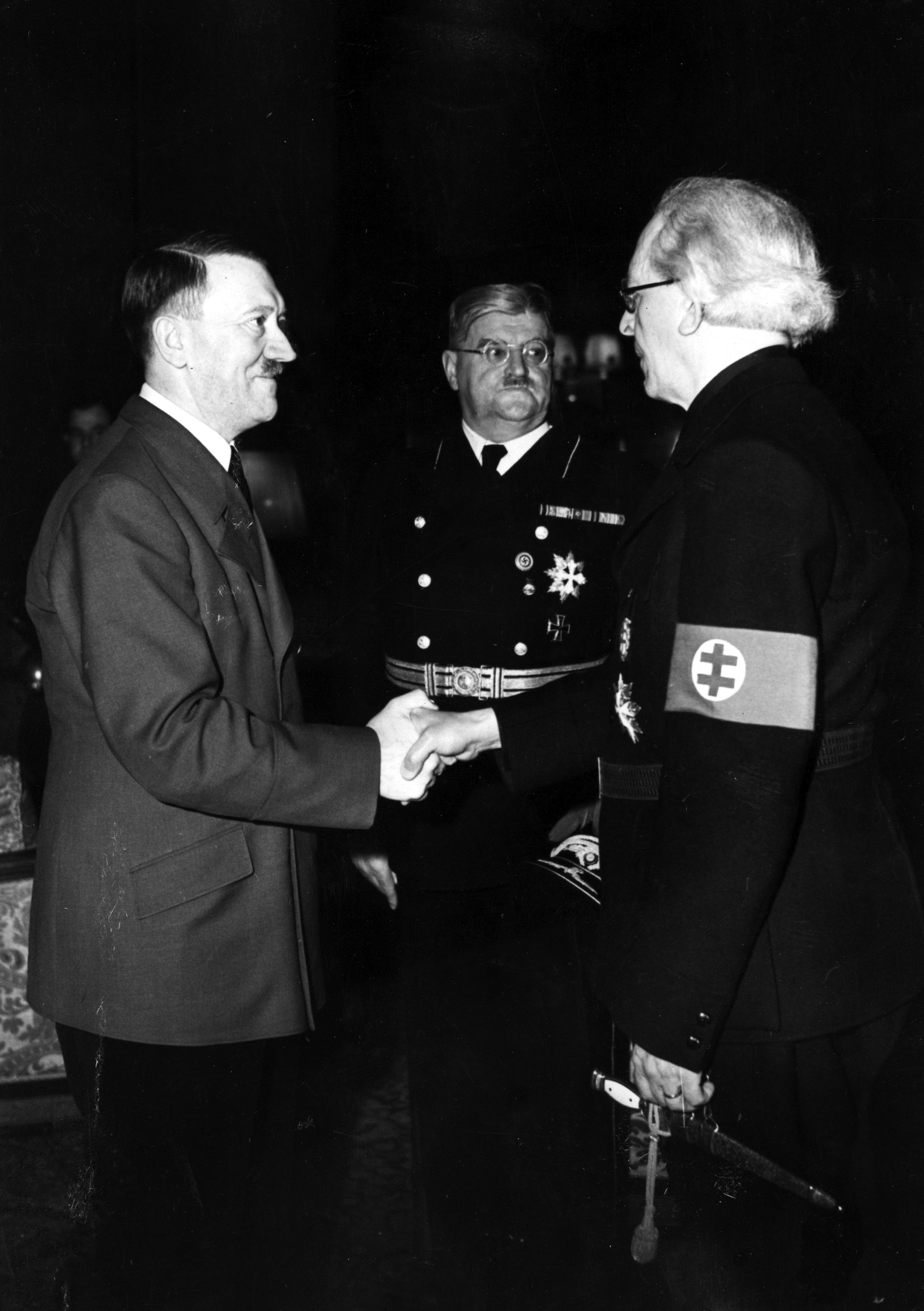
Tuka és Hitler találkozója 1941-ben

Vojtech Tuka (magyar nevén Tuka Béla; Hegybánya, 1880. július 4. – Pozsony, 1946. augusztus 20.) szlovák jogász és politikus, az első szlovák köztársaság miniszterelnöke és külügyminisztere, a pozsonyi Szlovák Egyetem rektora, a Szlovák–Német Társaság elnöke. Magyarországnak való kémkedésért börtönben ült, de mégis az önálló Szlovákia miniszterelnöke lehetett, hogy közreműködjön az országának egyik legszörnyűbb tragédiájában, ezért ellentmondásokkal terhelt a politikai pályafutása.  

## Életpályája

### Karrierjének kezdete
1880. július 4-én született Hegybányán szlovák családban. Édesapja Tuka Antal tanár, édesanyja Cserny Ilona volt. Származása ellenére magyar neveltetést kapott, eredeti keresztneve Béla. Jogot tanult Budapesten, Berlinben és Párizsban, majd a budapesti államrendőrség bűnügyi osztályán dolgozott. 1914-től az Erzsébet Tudományegyetemen a nemzetközi jog és a jogbölcselet tanára volt, ám az egyetem 1921-ben Pécsre költözött. Tuka ezután Csehszlovákia területén maradt, kiadói és szerkesztési munkákat vállalva. Részt vett a magyar pártok megalapításában és a titkos katonai szervezkedésekben is. 1922-ben belépett a Szlovák Néppártba, és először a párt alelnöke, majd 1925-től parlamenti képviselője lett, ebben a minőségében dolgozta ki pártjának első autonómiatervezetét. Ő volt a párt Slovák című lapjának főszerkesztője. 1923-ban ő hozta létre a párt félkatonai szervezetét, a Rodobranát, amelynek a börtönbüntetéséig a vezetője volt. E szervezet tagjai fekete inget viseltek az olasz fasiszták mintájára és megnyilatkozásaikban is egyre inkább ez a vonal érvényesült. Személyiségének megítéléséhez tartozik, hogy nyelvileg vegyes, szlovák, magyar és német közegben töltötte ifjú éveit. Korának történelméhez kapcsolódva fiatalon a magyar államnemzethez tartozónak gondolta magát, ami miatt későbbi szlovák politikai szerepvállalássára a „maďarón” kifejezést adták neki.

### Börtönbüntetése
A csehszlovák hatóságok kezdettől megfigyelték és úgy tartották, hogy a magyaroknak kémkedik. 1928. január 1-jén cikket tett közzé a Slovákban A Martinská Deklarácia tizedik évében címmel, amelyben azt állította, hogy az 1918-as turócszentmártoni deklaráció titkos záradéka alapján 1928. október 31-én Szlovákia függetlenné válik, ha addig autonómiát nem kap. A csehszlovák kormány perbe fogta, 1928. október 5-én titkosszolgálati úton szerzett bizonyítékok alapján 15 év fegyházra ítélték. Több tanú állítása szerint 1922-ig nem beszélt szlovákul és többször letartóztatták mint magyar nacionalistát.
Edvard Beneš, aki az 1935-ös választási győzelem érdekében meg akarta nyerni a szlovák nacionalistákat, beleegyezett ügyének felülvizsgálatába, beismerő vallomásáért cserébe, hogy így igazolják, nem alaptalanul ítélték el. 1937-ben Ivan Dérer szlovák származású igazságügyminiszter ellenezte szabadulását, azonban 1937 decemberére ő is beadta a derekát és Beneš kegyelemben részesítette Tukát, lakóhelyéül azonban a büntetés maradék idejére Csehországot jelölte ki, kijelölt munkahellyel és lakással. Tuka előbb egyszobás, majd háromszobás lakást kapott Plzeňben, felesége pedig hozzáköltözhetett. A börtön könyvtárában dolgozott könyvtárosként, más források szerint a kerületi bíróságon is alkalmazták mint írnokot. Hazatérésére 1938. szeptember 29-e, a müncheni egyezmény elfogadása után nyílt lehetősége, amikor Szlovákia autonómiát kapott a Cseh-szlovák Köztársaságon belül.

### Visszatérése a politikába
Tuka és felesége Pöstyénbe mentek, ahol, bár a sajtónak azt nyilatkozta, hogy kizárólag tudományos területen akar a jövőben munkálkodni, sok régi párttársa, a Gestapo emberei és a Völkischer Beobachter szerkesztője is felkeresték. Jozef Tiso látogatása idején megkapta a Hlinka-gárda egyenruháját. Párttársai kérésére Bécsbe utazott, hogy az első bécsi döntésnél a szlovákok javára befolyásolja az eseményeket, ám nem volt lehetősége beszélni. Ezt követően visszatért a politikába, többször is tárgyalt a német vezetőkkel és 1939 februárjában Hitlerrel is találkozott. Létrehozta a Szlovák–Német Társaságot, melynek elnöke is lett. A cseh kormányzat, a titkos egyezkedéseket megelégelve márciusban puccsot hajtott végre, Tukát és Alexander Machot Brnóba vitték. A függetlenség március 14-i kikiáltását követően térhetett vissza Szlovákiába.
A németek március 11-én átadott listájukban Tukát szerették volna szlovák igazságügyminiszternek, ám Tiso ellenszenve miatt végül nem ő, hanem Mikuláš Pružinský kapta a tárcát. Tiso inkább tudományos pályára próbálta terelni Tukát, és 1939. március 30-án kinevezte a pozsonyi Szlovák Egyetem jogfilozófiai professzorává, majd május 27-én a rektorává. Tuka részt vett az új állam alkotmányának előkészítésében is. Az ekkoriban gyakran tartott nagygyűléseken rendszeresen szónokolt, kirohanásokat intézve a zsidók és a csehek ellen. Az 1939. október 26-án tartott elnökválasztáson Tisót elnökké választották, ő pedig két nap múlva kinevezte Tukát miniszterelnökké.

### Miniszterelnökként
Miniszterelnöksége idején megjelentek a német mintára létrehozott faji törvények, melyek előkészítésében Tuka jelentős szerepet vállalt. 1940. július 28–29-én Hitler Salzburgba rendelte a szlovák kormányt, és leváltatta Ferdinand Ďurčanský külügyminisztert, mivel túl jó kapcsolatot ápolt a pozsonyi szovjet követtel. Helyette Tukát tette meg külügyminiszternek, aki odahaza meghirdette a szlovák nemzetiszocializmus programját. 1942-ben vette kezdetét a szlovákiai zsidóság koncentrációs táborokba történő deportálása. Tukára a németeknek Tisóval szemben volt szükségük, arra az esetre ha ő megtagadja az engedelmességet. A Tiso vezette konzervatívok azonban végig kiálltak a németek mellett, így Tuka hatalma folyamatosan csökkent és 1942 után sok radikális átállt a konzervatívok oldalára. Tuka ezután csak a Hlinka-gárda alacsonyabb beosztású tisztjeire támaszkodhatott.
1943-tól a nemzetiszocializmus propagálása egyre csökkent az állami médiában. 1944. május 12-én Hitler Kleßheimben (Salzburg része) találkozott Tisóval és Tukával és a szlovák katonai erőfeszítések fokozását, ütőképes véderő bevetését követelte. Tuka a szlovák nemzeti felkelés alatt, szeptember 2-án veszítette el miniszterelnöki pozícióját a német bizalom elvesztése miatt, utódja Štefan Tiso lett. A háború befejeződése után perbe fogták, halálra ítélték és 1946. augusztus 20-án bitófán kivégezték.

## Írásai
- A szabadság (Budapest, 1910).